# Štítná nad Vláří
Štítná nad Vláří är en ort i Tjeckien.   Den ligger i regionen Zlín, i den östra delen av landet, 280 km öster om huvudstaden Prag. Štítná nad Vláří ligger 323 meter över havet och antalet invånare är 2 500.
Terrängen runt Štítná nad Vláří är kuperad åt sydost, men åt nordväst är den platt. Štítná nad Vláří ligger nere i en dal. Runt Štítná nad Vláří är det ganska tätbefolkat, med 108 invånare per kvadratkilometer. Närmaste större samhälle är Slavičín, 8,2 km väster om Štítná nad Vláří. Omgivningarna runt Štítná nad Vláří är en mosaik av jordbruksmark och naturlig växtlighet.